# Bojong Minggir
Bojong Minggir is een bestuurslaag in het regentschap Pekalongan van de provincie Midden-Java, Indonesië. Bojong Minggir telt 3642 inwoners (volkstelling 2010).